# Robert Durst
Robert Alan Durst (12 de abril de 1943 - 10 de janeiro de 2022) foi um herdeiro imobiliário norte-americano. 

## Vida
Filho mais velho do magnata imobiliário de Nova York Seymour Durst, ganhou atenção como suspeito no desaparecimento não resolvido da sua primeira esposa Kathleen McCormack em 1982, no assassinato da sua amiga de longa data Susan Berman em 2000 e no assassinato de seu vizinho em 2001 Morris Black. Absolvido de assassinar o último em 2003, Durst não enfrentou nenhuma ação legal significativa até que sua participação na minissérie documental de 2015 The Jinx o levou a ser acusado do assassinato de Berman. Aparentemente, sem perceber que um microfone de lapela continuava ligado no momento em que fazia uma pausa na gravação do documentário, para ir ao banheiro, murmurou para si: "Pronto, te pegaram" e "Que fiz eu? Matei todos, claro". Durst foi condenado pelo assassinato em 2021 e condenado à prisão perpétua mas em liberdade condicional. Ele foi acusado pelo desaparecimento de McCormack logo após sua sentença, mas morreu em 2022 antes que um julgamento pudesse começar.